# 奥田敬和
奥田 敬和（おくだ けいわ、1927年（昭和2年）11月26日 - 1998年（平成10年）7月16日）は、日本の政治家。位階は正三位。
石川県議会議員（1期）、衆議院議員（10期）、郵政大臣（第44代）、自治大臣（第40代）、国家公安委員会委員長（第50代）、運輸大臣（第65代）を歴任。自由民主党所属時代は「竹下派七奉行」の1人。

## 来歴・人物
石川県石川郡美川町（現・白山市）出身。
旧制石川県立金沢第一中学校（現石川県立金沢泉丘高等学校）で学ぶ。陸軍予科士官学校で久保亘、伊藤茂、高沢寅男らと同期。旧制第四高等学校卒業。1948年、早稲田大学政治経済学部に入学。早大時代はレスリング部に所属し、小柄ながら戦闘的な性格と行動力を培った。3年生の頃から、郷里の北國新聞社東京支社で政治部記者として首相官邸、通商産業省、運輸省の担当となる。この当時に食糧品配給公団総裁、第1次佐藤栄作改造内閣の農林大臣などを務めた郷里・旧石川1区選出の衆議院議員、坂田英一の知遇を得ることとなる。
1958年、北國新聞社を退職し、父親の会社の経営に携わりながら、1967年に石川県議会議員に立候補し当選する。
1969年、坂田が死去、さらに衆議院議員の井村重雄も健康上の理由で次期総選挙に不出馬を宣言、石川1区選出の自民党衆議院議員が不在となった。そのため坂田の後継者として同年12月の第32回衆議院議員総選挙に自民党公認で立候補し、3位当選を果たす（当選同期に小沢一郎・羽田孜・梶山静六・渡部恒三・綿貫民輔・塩崎潤・村田敬次郎・松永光・江藤隆美・中山正暉・浜田幸一など）。この選挙では、無所属で立候補した森喜朗も初当選しており、のちに二人の対決は「森奥戦争」と呼ばれることになる。当選後は佐藤栄作派を経て、田中角栄派に所属。
1970年までに、地元の片山津ゴルフ倶楽部が国有地や農地を無断転用して新設するゴルフコースを造成したことが発覚。ゴルフ場と行政の間に立って仲立ちを行ったが、同事案は1970年9月2日の参議院決算委員会で取り上げられることとなった。
1970年代を通じて田中派の中堅幹部として台頭し、1983年、第2次中曽根内閣の郵政大臣として初入閣。竹下登による派中派・創政会の結成時には、田中側近の小沢辰男に近いことと、その忠誠心の高さから誘われなかった。また奥田自身、派中派を作って後継者に認めさせるというやり方には反対であったため、田中の意を受け派内の中間派議員の切り崩しに奔走。田中の面前に箕輪登を呼び、竹下の後見人である金丸信に電話をかけさせ、創政会への参加を断念させるなどした。
やがて田中が倒れると、当初は竹下・二階堂進双方に与せず、田村元とともに中間派として分裂状態にある田中派の一本化を最後まで模索したが、竹下が新派閥・竹下派を正式に結成して、田中派が完全に分裂するにあたっては田村とともに中間派をまとめあげ、竹下派に合流した。1990年の第2次海部内閣で自治大臣兼国家公安委員長、1991年の宮澤内閣で運輸大臣に就任。また、この間、党国会対策委員長に就任している。
1992年に経世会が分裂した際は、当選同期の小沢一郎、羽田孜、渡部恒三、二階俊博らの若手と「改革フォーラム21（羽田・小沢派）」を結成（同じく当選同期の高鳥修と梶山静六は経世会に残留した）。1993年、宮沢内閣不信任案に賛成し、自由民主党を離党して新生党の結党に参加する。総選挙後、衆議院議院運営委員長に就任し、野党となった自民党だけでなく日本社会党など連立与党相手に国会運営を担った。
奥田の地元・石川県では、奥田系の地方議員がそろって離党し、自由民主党金沢市支部を壊滅状態に追い込んだ。また、1994年、現職知事の死去に伴う石川県知事選挙では、副知事だった谷本正憲を非自民連立与党統一候補として全国で初めて擁立し、自由民主党推薦候補石川弘に競り勝つなど、自由民主党が圧倒的勢力を誇った県政界の再編に取り組んだ。ちなみに石川は奥田の竹馬の友だったが、奥田は谷本支援。
自民・社会・新党さきがけ連立の村山富市内閣の誕生で新生党が下野した後、旧連立与党が合流した新進党に参加。二大政党の実現を目指す一方、わずか2か月で首相を辞職した羽田の再登板を願い、1969年以来27年間行動を共にした小沢と袂を分かった。
1996年の総選挙で敗北後、新進党離党を決意した羽田と共に太陽党を結成。その後、野党再編で民政党を経て民主党に合流したが、この頃から病魔に侵されるようになる。1998年7月12日の第18回参院選では石川県副知事の岩本荘太を非自民・非共産候補として擁立し、自民党現職の沓掛哲男を抑え当選させる原動力となるも、4日後の7月16日午前8時10分、胃がんのため、半蔵門病院で死去した。70歳没。
元衆議院議員の奥田建は長男。

## 政策

### 交通
宮澤喜一内閣では運輸大臣として入閣し、成田空港問題シンポジウムに出席するなど、空港反対派（旧熱田派）と対話した。シンポジウム初日には反対派が練り上げた「徳政をもって一新を発せ」と題する文書を一時間にわたって発表すると、奥田が即興で「大臣という立場でなく、国民の一人として、ただ今の発表を承り、心の中で打ち震えるような感銘を受けておりました。心血を注いで農地を守り、土とともに生きてこられた農民の原点に触れさせられた思いでいっぱいです」と官僚が作った文書を読み上げる前に発言して応じ、反対派に舌を巻かせた。
一方で、国家公安委員長として過激派対策をしていた経緯もあり、運輸大臣に就任して早々、前任の村岡兼造が出した強制収用放棄の方針について記者会見で問われ「いつまでも待っているわけにはいかんでしょう」「国民の99パーセントの納得が得られれば、役人ができない決断を政治家がやることもある」と発言した。これに対して、反対派だけでなく空港自体には賛成しつつ反対派と行政の間を取り持っていたグループも激怒し、一時シンポジウムの実施が危ぶまれた。
金沢駅整備を推進した。

### 外交
日本とアフリカ諸国との関係強化にも腐心しており、『日本・コートジボワール友好議員連盟』や『日本・エチオピア友好議員連盟』の初代会長に就任している。

## 思想
『困っている人々のためにこそ、政治が光を当てねばならない』という信念を終生持ち続けていた。その思いは『強い力を削いで弱い方へ回す、ハンディキャップを埋めるのが政治だ』という言葉を残していることからもうかがえる。
「香典や供物は不要、両親が眠る墓に一緒に入れて欲しい」旨の遺言を残している。

## 略歴

### 経歴
- 1927年
  - 11月26日 - 出生。
- 1945年
  - 3月 - 旧制石川県立金沢第一中学校（現・石川県立金沢泉丘高等学校）卒業。
- 1948年
  - 3月 - 旧制第四高等学校文科甲類卒業。
- 1952年
  - 3月 - 早稲田大学政治経済学部卒業。
  - 4月 - 北國新聞社入社。
- 1958年
  - 株式会社治山社[注 1]入社。

### 政歴
- 1967年
  - 4月15日 - 石川県議会議員一般選挙（自由民主党公認）当選。
- 1969年
  - 12月27日 - 第32回衆議院議員総選挙（旧石川1区・自民党公認）当選。
- 1972年
  - 12月10日 - 第33回衆議院議員総選挙（旧石川1区・自民党公認）2期目当選。
- 1975年
  - 12月26日 - 自治政務次官（三木武夫内閣）。
- 1976年
  - 12月5日 - 第34回衆議院議員総選挙（旧石川1区・自民党公認）3期目当選。
- 1976年
  - 12月27日 - 外務政務次官（福田内閣）。
- 1979年
  - 10月7日 - 第35回衆議院議員総選挙（旧石川1区・自民党公認）4期目当選。
- 1980年
  - 6月22日 - 第36回衆議院議員総選挙（旧石川1区・自民党公認）5期目当選。
  - 7月18日 - 衆議院外務委員長就任。
- 1983年
  - 12月18日 - 第37回衆議院議員総選挙（旧石川1区・自民党公認）6期目当選。
  - 12月27日 - 郵政大臣（第2次中曽根内閣）就任。
- 1986年
  - 7月6日 - 第38回衆議院議員総選挙（旧石川1区・自民党公認）7期目当選。
- 1988年
  - 2月17日 - 衆議院予算委員長就任。
- 1990年
  - 2月18日 - 第39回衆議院議員総選挙（旧石川1区・自民党公認）8期目当選。
  - 2月28日 - 自治大臣兼国家公安委員長（第2次海部内閣）就任。
- 1991年
  - 11月5日 - 運輸大臣（宮澤内閣）就任。
- 1993年
  - 6月22日 - 自由民主党離党、翌日新生党結成。
  - 7月18日 - 第40回衆議院議員総選挙（旧石川1区・新生党公認）9期目当選。
  - 8月6日 - 衆議院議院運営委員長就任。
- 1994年
  - 12月10日 - 新生党解散、新進党結党。
- 1996年
  - 10月20日 - 第41回衆議院議員総選挙（石川1区・新進党公認）10期目当選。
  - 12月26日 - 新進党離党、太陽党結成。
- 1998年
  - 1月 - 太陽党解散、民政党結成、党最高顧問就任。
  - 4月27日 - 民政党解散、民主党合流、党最高顧問就任。
  - 4月29日 - 勲一等旭日大綬章受章。
  - 7月16日 - 死去（70歳）、叙正三位。

### 選挙歴
| 当落                                           | 選挙                        | 施行日         | 選挙区       | 政党       | 得票数  | 得票率 | 得票順位 /候補者数 | 比例区 | 比例順位 /候補者数 |
| ---------------------------------------------- | --------------------------- | -------------- | ------------ | ---------- | ------- | ------ | ------------------ | ------ | ------------------ |
| 当                                             | 第6回石川県議会議員一般選挙 | 1967年4月15日  | 金沢市選挙区 | 自由民主党 |         |        | ／                 | -      | -                  |
| 当                                             | 第32回衆議院議員総選挙      | 1969年12月27日 | 石川県第1区  | 自由民主党 | 49,014  | 13.84  | 3／10              | -      | -                  |
| 当                                             | 第33回衆議院議員総選挙      | 1972年12月10日 | 石川県第1区  | 自由民主党 | 67,627  | 18.28  | 3／7               | -      | -                  |
| 当                                             | 第34回衆議院議員総選挙      | 1976年12月5日  | 石川県第1区  | 自由民主党 | 89,311  | 27.30  | 2／5               | -      | -                  |
| 当                                             | 第35回衆議院議員総選挙      | 1979年10月7日  | 石川県第1区  | 自由民主党 | 81,125  | 28.75  | 2／4               | -      | -                  |
| 当                                             | 第36回衆議院議員総選挙      | 1980年6月22日  | 石川県第1区  | 自由民主党 | 111,216 | 30.18  | 2／5               | -      | -                  |
| 当                                             | 第37回衆議院議員総選挙      | 1983年12月18日 | 石川県第1区  | 自由民主党 | 85,597  | 26.55  | 2／5               | -      | -                  |
| 当                                             | 第38回衆議院議員総選挙      | 1986年7月6日   | 石川県第1区  | 自由民主党 | 98,666  | 26.13  | 2／5               | -      | -                  |
| 当                                             | 第39回衆議院議員総選挙      | 1990年2月18日  | 石川県第1区  | 自由民主党 | 134,161 | 33.25  | 1／4               | -      | -                  |
| 当                                             | 第40回衆議院議員総選挙      | 1993年7月18日  | 石川県第1区  | 新生党     | 141,614 | 37.54  | 1／4               | -      | -                  |
| 当                                             | 第41回衆議院議員総選挙      | 1996年10月20日 | 石川県第1区  | 新進党     | 87,329  | 49.36  | 1／3               | -      | -                  |
| 当選回数11回 （衆議院議員10・石川県議会議員1） |                             |                |              |            |         |        |                    |        |                    |

## 文献

### 著書
- 『青い王道 ：“1970年代の世界と日本”を求めて』敬山会、1971年7月1日。NDLJP:11925315。
- 『テレコム列島改造論 ：ニューメディア時代に挑む』出版開発社、1984年12月13日。ISBN 4879680168。NDLJP:12051801。

## 賞詞
- 石川県石川郡美川町（現：石川県白山市）名誉町民
- 勲一等旭日大綬章（1998年）
- 正三位（1998年）
- 金沢市名誉市民（1998年、死後）[1]